# Крейсстрат (Галдерберге)
Крейсстрат (нід. Kruisstraat) — селище в нідерландській провінції Північний Брабант. Входить до муніципалітету Галдерберге.